# Resolution Island (Nowa Zelandia)
Wyspa Resolution (ang. Resolution Island; maori: Tau Moana) – największa z niezamieszkanych wysp w znajdującym się na południowym zachodzie Wyspy Południowej Nowej Zelandii regionie Fiordland. Jest to siódma co do wielkości wyspa Nowej Zelandii, jej powierzchnia wynosi 208,6 km². Wchodzi w skład Parku Narodowego Fiordland.
Wyspa Resolution ma w przybliżeniu kształt prostokąta, z wyjątkiem długiego wąskiego półwyspu na zachodnim wybrzeżu wyspy znanego jako Półwysep Five Fingers (Five Fingers Peninsula), będącego obszarem Rezerwatu Morskiego Taumoana (Rezerwatu Morskiego Półwyspu Five Fingers). Ta stosunkowo górzysta wyspa ma 13 wzniesień przekraczających wysokość 900 m n.p.m. Najwyższym szczytem jest Clarke (1069 m n.p.m.).
Nazwa wyspy pochodzi od dowodzonego przez kapitana Jamesa Cooka okrętu HMS „Resolution”, który w marcu 1773 r., podczas drugiej wyprawy Cooka, zacumował we fiordzie Dusky Sound.
W 2004 roku wyspa została wybrana na jeden z nowozelandzkich rezerwatów przybrzeżnych, które oczyszczono z gatunków introdukowanych. Już w 1894 r. Departament of Lands and Survey wyznaczył na kustosza wyspy Richarda Henry’ego i Wyspę Resolution zasiedlono gatunkami takimi jak kiwi i kakapo, które na głównych wyspach archipelagu były zagrożone przez przedstawicieli łasicowatych. Mimo starań, w 1900 r. na wyspę dotarły gronostaje.
Wyspa Resolution znajdowała się w epicentrum trzęsienia ziemi, które nawiedziło Nową Zelandię 15 lipca 2009 r.